# 反依存
反依存（はんいぞん、英: Counterdependency）とは、逆依存とも呼ばれる、愛着を拒絶し、個人の欲求と依存することを否認する状態を指す言葉である。たとえば、破滅的ナルシシズムにおいて見られるような、対話の拒否と全能感の拡大を示すことがある。

## 関連人物
- ルートヴィヒ・ビンスワンガー